# TT-10
TT-10
- 用途：練習機
- 設計者：馬場敏治
（東洋航空工業技術部次長）
- 製造者：東洋航空工業
- 運用者：日本飛行連盟
- 初飛行：1952年12月30日
- 生産数：2機
- 生産開始：1952年12月
- 運用開始：1952年12月30日
- 退役：1962年7月
- 運用状況：退役

TT-10は、日本の航空機メーカーであった東洋航空工業が製作した、低翼・レシプロエンジンの練習機である。

## 概要
第二次世界大戦で敗北した日本は一切の航空機の開発と生産が禁止されたが、1952年（昭和27年）にサンフランシスコ講和条約が発効し、日本の独立が回復するとともに、航空機開発も解禁された。
終戦まで活動していた川西航空機の上層部らが中心となって設立された東洋航空工業が、最初に製作したのが同形式であった。1952年（昭和27年）8月に設計に着手し、同年12月30日に1号機（機体記号：JA3026）の初飛行に成功し、続いて2号機（機体記号：JA3049）も翌1953年（昭和28年）2月に初飛行した。ちなみに同形式は戦後日本の国産機としては2番目であった（第1号は新立川飛行機のR-52練習機）。
2機は日本青年飛行連盟（後の社団法人日本飛行連盟）に譲渡され、藤沢飛行場で訓練機として運用されていた。1955年6月12日に2号機は事故によって喪失したが、1号機は1962年7月まで使用され、現在は東京都立航空工業高等専門学校の科学技術展示館で展示保存されている。保存機は、2009年5月18日に、日本航空協会から重要航空遺産に認定された。

## 機体
主な運用目的は、初級から中級までの曲技も含む訓練飛行に使用するものであった。機体構造は鋼管溶接骨組み、羽布張りの胴体、木製の桁、合板と羽布張り、といった戦前の航空機から殆ど進歩していないものだった。
- 機体構造 - 低翼単葉、縦列複座、固定脚の木金混合製
- 主翼主桁 - ボックススパー
- 胴体 - クロムモリブデン鋼管熔接枠組構造に羽布張り、複操縦装置付の座席をタンデムに配置
- 着陸装置 - オレオ緩衝装置、手動ブレーキ
- エンジン - ライカミング社製水平対向4気筒

### 製作
- 計器 - 東京航空計器
- 主翼 - 東京合板化工
- 胴体骨組 - ジャマ精工

## 仕様
- 乗員: パイロット1または2名
- 座席数: 2席
- 全長: 7.15 m
- 全幅: 8.60 m
- 全高: 2.10 m
- 翼面積: 12.00 m2
- 空虚重量: 572 kg
- 全備重量: 836 kg
- 動力: ライカミング O-290-D2 レシプロエンジン（140hp）単発
- 最大速度: 210 km/h
- 航続距離: 685 km
- 最大運用高度: 3,600 m